# Graffenrieda cinnoides
Graffenrieda cinnoides är en tvåhjärtbladig växtart som beskrevs av Henry Allan Gleason. Graffenrieda cinnoides ingår i släktet Graffenrieda och familjen Melastomataceae. Inga underarter finns listade i Catalogue of Life.